# 東北矯正歯科学会
東北矯正歯科学会（とうほくきょうせいしかがっかい、Tohoku Orthodontic Society）とは、東北地方における歯科矯正学を中心とした学問を取り扱う専門学術団体の一つである。日本矯正歯科学会の東北地区協力学会。

## 概要
1985年に設立される。2008年12月現在、会員数507名。

## 本部事務局
- 〒984-0011　仙台市若林区六丁の目西町8番45号　笹氣出版印刷内

## 学会誌
- 『東北矯正歯科学会雑誌』年1回発刊 ISSN 1340-2668 全国書誌番号:00096047